# IFK Oxelösund
IFK Oxelösund var en idrottsförening och IFK-förening från Oxelösund i Södermanland, bildad 1950 och upplöst 1984 när den sammanslogs med Oxelösunds SK i Oxelösunds IK. IFK var Oxelösunds främsta bandy- och fotbollsförening och utövade även ishockey.

## Bandy
En äldre upplaga av IFK Oxelösund deltog i bandyspel under 1920-talet. Bandyn i Oxelösund skulle dock komma att domineras av Oxelösunds SK.

## Fotboll
IFK Oxelösunds fotbollssektion spelade i lägre divisioner fram till 1976 då laget då tog steget upp till division VI, vilket sedan 2006 motsvaras av division II. Första säsongen i division IV 1977 renderade i en förtjänstfull andraplats för de blivitrandiga, emellertid hela sex poäng bakom Södertälje FF. Efter en svagare säsong 1978 kunde IFK vinna Sörmlandsfyran i stor stil 1979 och därmed kvalificera sig för division III, som vid denna tid var serien direkt under Allsvenskan och division II.
Laget klarade sig väl i division III; en sjundeplats 1980 åtföljdes av en imponerande fjärdeplats 1981. IFK upprepade sedan fjärdeplatsen 1982 innan man blev särklassig jumbo 1983. Detta skulle visa sig vara IFK:s sista säsong, föreningen sammanslogs efter säsongen med OSK och bildade OIK.

## Ishockey
IFK hade en ishockeysektion som uppträdde i röda dräkter med blå och vita inslag. Föreningen bidrog till Södermanlands TV-pucksseger 1977 genom Torbjörn Andersson, Lennart Palmgren och Peter Öjevall.

## Se vidare
- Oxelösunds IK (efterföljarförening)

### Fotnoter
1. ↑  http://internationalhockeywiki.com/ihw/index.php?title=Bandy_and_Ice_Hockey_in_Sweden_(1894-1930)
2. ↑  ”Arkiverade kopian”. Arkiverad från originalet den 28 november 2022. https://web.archive.org/web/20221128213157/https://www.sodertaljefotbollen.eu/uploads/1/2/0/2/12027160/ifk_oxel%C3%B6sund.pdf. Läst 28 november 2022.
3. ↑  https://sites.google.com/view/clasglenningfootball/hem/sweden-historical-tables/
4. ↑  https://bild.oxelosund.se/phg/pop_tips.php?id=002484
5. ↑  https://docslib.org/doc/4644614/vi-som-vunnit-tv-pucken-1959-2013